# Овруч
О́вруч (укр. Овруч) — город в Житомирской области Украины. Входит в Коростенский район. До 2020 года был административным центром упразднённого Овручского района.

## Географическое положение
Расположен на реке Норинь (приток Ужа, бассейн Припяти).

## История

### Древнерусская эпоха
Впервые упомянут в «Повести временных лет» под 977 годом как древлянский город Вручий в связи с гибелью под его стенами князя Олега Святославича — сына Святослава Игоревича. Олег погиб в результате борьбы с братом Ярополком за киевский престол (упал на колья, размещённые в оборонительном рву). Был похоронен в городе, но потом его тело было перевезено в Киев. В настоящее время в Овруче стоит памятник князю Олегу. В XII—XIII веках Овруч наряду с Белгородом и Вышгородом был одним из основных удельных центров Киевской земли, выделялся великим князем киевским его младшим родственникам в качестве части в Русской земле, в основном управлялся князьями смоленской ветви Рюриковичей. Благодаря уникальным месторождениям пирофиллитового сланцевого шифера Овруч был центром ремесленного производства овручских шиферных пряслиц, которые в XI — начале XIII века имели широкий рынок сбыта в русских княжествах, а также в Польше, в Волжско-Камской Булгарии и Херсонесе.

### Ордынская и литовско-польская эпоха
Овруч подвергся монгольскому нашествию, затем управлялся золотоордынскими баскаками, в 1362 году вместе с другими юго-западными землями распавшейся Руси вошёл в состав Великого княжества Литовского. Перечислен в летописном «Списке русских городов дальних и ближних» (конец XIV века). В городе существовал деревянный замок, разрушенный в 1506 году. Со временем замок был восстановлен и модернизирован: появился глубокий ров, а саму цитадель обнесли каменной стеной. После польско-литовской унии 1569 года вошёл в состав Речи Посполитой, являлся центром Овручского староства Киевского воеводства. В 1641 году король Владислав IV дал Овручу магдебургское право. Когда началось Восстание Хмельницкого  в 1648 году в Овруче был создан казацкий полк во главе с Иваном Голотой, насчитывавший более 6000 человек. Повстанцам удалось потеснить шляхту, уничтожить все актовые книги с записями повинностей и долгов местных жителей. В тот период в Овруч часто наведывался генеральский писарь украинского войска, овручанин Иван Выговский. А в конце войны он был избран Гетманом Войска Запорожского. 

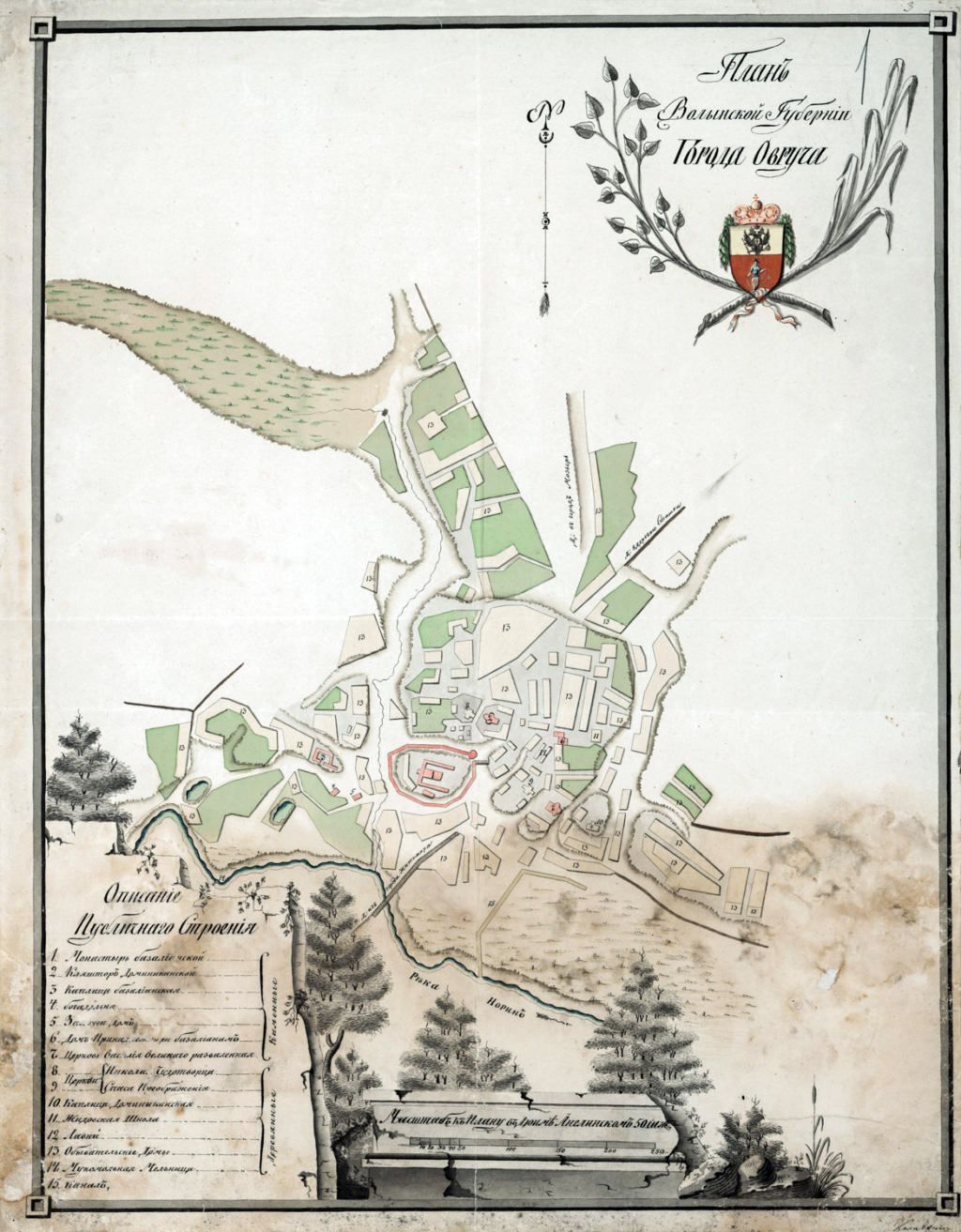
План Овруча XVIII века

### В составе Российской империи и СССР

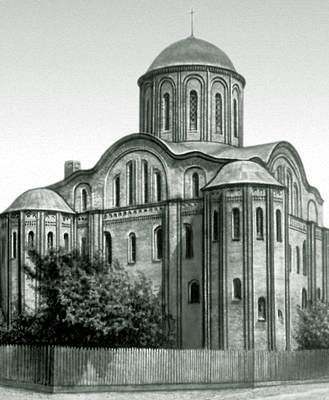
Церковь Святого Василия, 1950 год

После второго раздела Речи Посполитой в 1793 году Овруч вместе с остальной Правобережной Украиной вошёл в состав Российской империи и стал центром Овручского уезда Волынской губернии. В 1896 году здесь насчитывалось 9845 человек и 928 зданий, действовали 6 промышленных предприятий (3 кирпичных завода, 1 кожевенный, 1 свиной и 1 воскобойный), типография, книжная лавка, 2-классное училище министерства народного просвещения с приготовительным классом и женским отделением, 3 еврейских молитвенных школы, больница, еврейская богадельня, а также 3 православные церкви, католический костёл, синагога и 3 часовни. В 1911 году Овруч посетил Николай II.
Во время Второй мировой войны в 1941 году Овруч был оккупирован наступавшими немецкими войсками. 18 ноября 1943 года город был освобождён в результате совместной операции партизанского соединения А. Н. Сабурова и подразделений 13-й армии.

## В независимой Украине
В 2005 году в честь города назвали астероид (221073) Овруч.

## Население
В январе 1989 года численность населения составляла 19 121 человек.
По данным переписи 2001 года, украинцы составляли 89,94 % населения Овруча, русские — 7,27 %, белорусы — 1,47 %.
На 2025 год численность населения составляла 15 521 человек.

### Языковой состав
Родной язык населения по данным переписи 2001 года:
| Язык       | Численность, чел. | Доля     |
| ---------- | ----------------- | -------- |
| Украинский | 15 166            | 89,76 %  |
| Русский    | 1 588             | 9,40 %   |
| Другое     | 142               | 0,84 %   |
| Итого      | 16 896            | 100,00 % |

Украинский язык является основным и единственным официальным языком города.
По данным Государственной службы статистики Украины в 2023/24 учебном году все 133 037 учащихся в учреждениях общего среднего образования в Житомирской области обучались в украиноязычных классах.

## Транспорт
Железнодорожный узел (линии на Коростень, Калинковичи, Янов, Белокоровичи).

## Печатные издания
В Овруче выходят две региональные газеты — «Зоря» и «Овручский голос».

## Культура
В городе работает историко-краеведческий музей. На месте Овручского замка стоит Спасо-Преображенский собор. Из домонгольских памятников сохранилась церковь Василия конца XII века. Она приписывается зодчему Петру Милонегу; реставрирована в 1907—09 годах архитектором А. В. Щусевым. Это кирпичный четырёхстолпный крестово-купольный храм с двумя круглыми в плане башнями, примыкающими к западному фасаду.

## Памятник князю Олегу Святославовичу
Установленный на месте первого захоронения древлянского князя Олега Святославича, который погиб в 977 году во время штурма Овруча (Вручия) его братом Ярополком Святославичем. В 1044 году по приказу Ярослава Мудрого останки Олега Святославича были перезахоронены в Десятинной церкви в Киеве. В 1812 году группа офицеров Волынского ополчения против Наполеона на свои средства изготовила памятник Олегу — князя на бронзовом коне. Позже этот памятник был демонтирован.
Современный монумент, глыба из чёрного габбро, установлен в 1962 году на пересечении улиц Фрунзе (теперь Князя Олега) и Ленина (теперь Гетмана Выговского).

## Экология
Экология города держится на хороших показателях. Радиационная обстановка в городе хорошая, однако она немного ухудшилась после аварии на Чернобыльской АЭС.

## Галерея

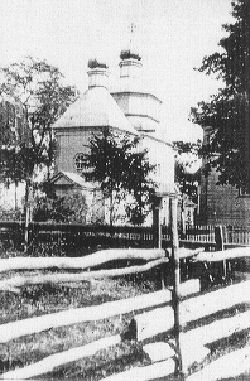
Николаевская церковь, 1909 год
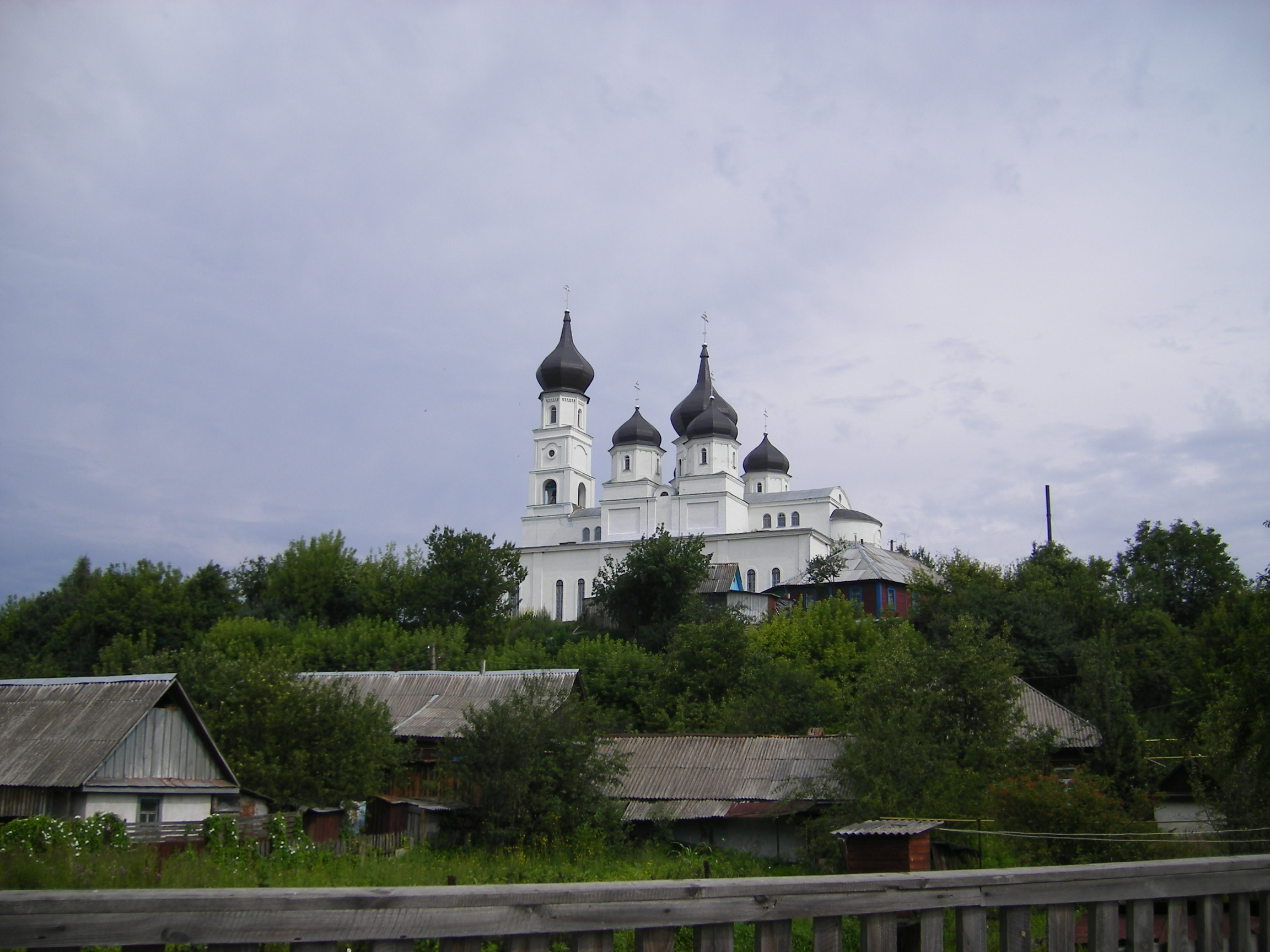
Вид на Спасо-Преображенский собор
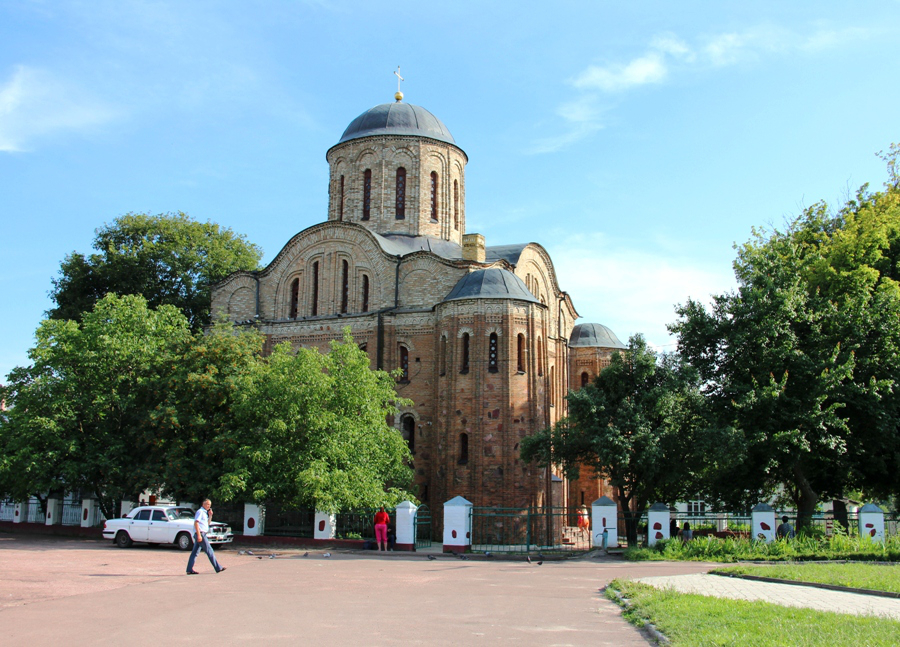
Церковь Святого Василия
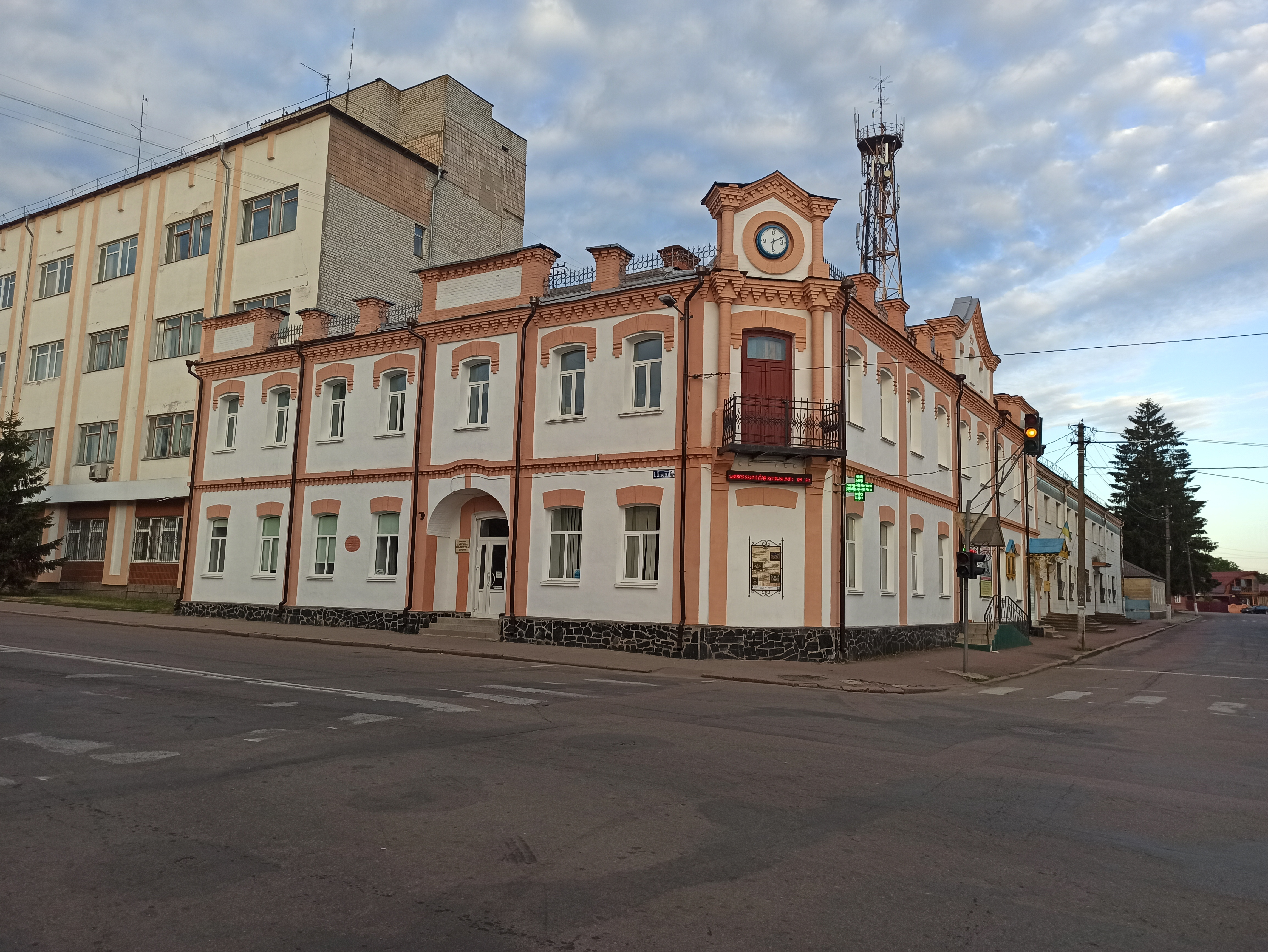
Купеческий особняк
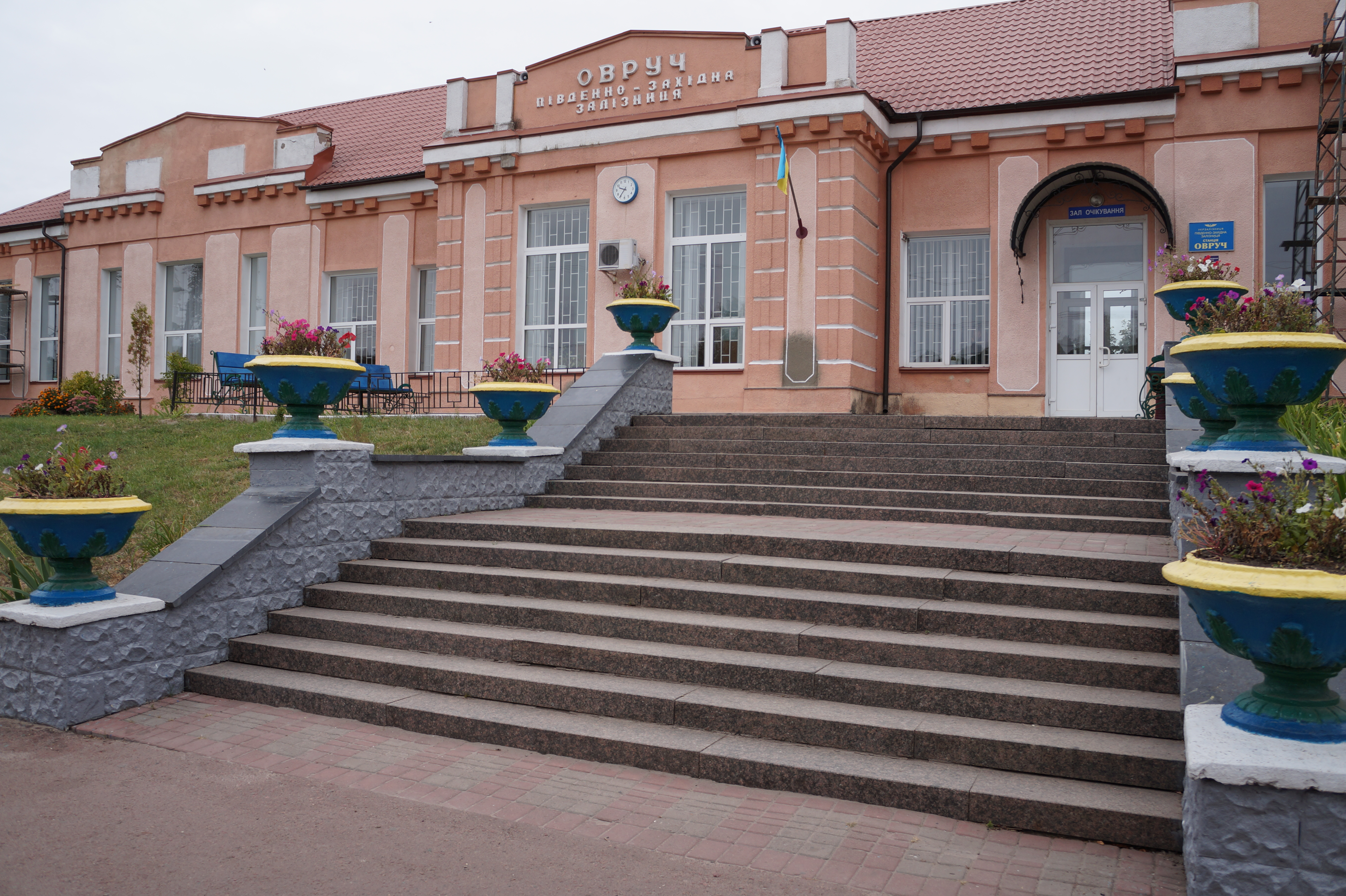
Железнодорожная станция
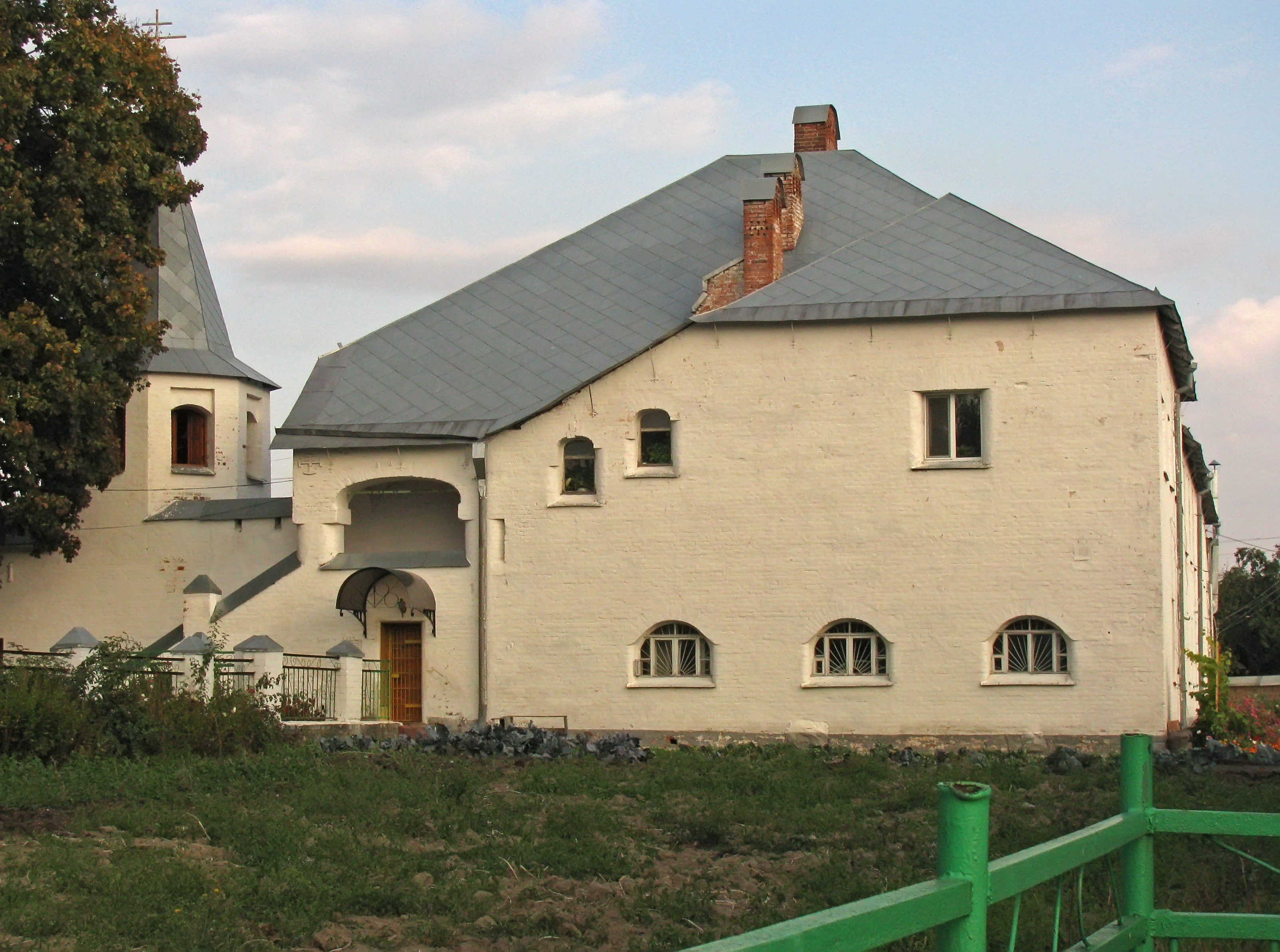
Келья Васильковского монастыря

## Известные уроженцы города
- Преподобномученик Макарий Каневский (1605 — 7 сентября по старому стилю 1678) — защитник православия в условиях унии, татарских набегов и турецкой агрессии;
- Йосеф Ицхок Шнеерсон из Овруч — известный раввин;
- Богораз, Владимир Германович — этнограф и революционер, родился в Овруче;
- Лавринович, Александр Владимирович — народный депутат Украины VI созыва (фракция Партии регионов), первый вице-спикер Верховной рады Украины VI созыва;
- Стефано Иттар — итальянский архитектор, представитель сицилийского барокко;
- Трахтман, Яаков-Шмуэл Галеви — писатель, родился в Овруче;
- Аронский, Моисей Аронович (1898—1944) — еврейский писатель-прозаик[15];
- Шмуйло, Сергей Трофимович (1907—1965) — советский военный деятель, родился в Овруче;
- Кац, Семён Юделевич (1915—1985) — доктор юридических наук, профессор кафедры гражданского процесса Харьковского юридического института, родился в Овруче;
- Матвей Борисович Шенкман (1899—1942) — советский промышленный деятель, организатор производства, директор Воронежского авиационного завода № 18, первым наладившего производство штурмовика Ил-2 («летающего танка») — самого массового советского самолёта во время Великой Отечественной войны.

## Топографические карты
- Лист карты M-35-V. Масштаб: 1 : 200 000. Указать дату выпуска/состояния местности.
- Лист карты M-35-XI. Масштаб: 1 : 200 000. Указать дату выпуска/состояния местности.